# Capitão Paragon
Paragon, ou Capitão Paragon, é um super-herói publicado pela AC Comics, atualmente como personagem de apoio em Femforce. Inicialmente, este personagem tinha sua própria revista e depois integrou o grupo Sentinels of Justice (Sentinelas da Justiça).

## Biografia do personagem
Charlie Starrett era um cowboy do século XIX que, secretamente, era o justiceiro mascarado conhecido como Latigo Kid. No início do século XX, uma organização secreta chamada Fundação Paragon aprimorou as habilidades psíquicas latentes de Starrett e o transformou no superpoderoso Capitão Paragon, com seu traje azul e vermelho. Ele atuou ao lado de personagens clássicos do faroeste como Black Phantom, Red Mask e Durango Kid.
Ele lutou contra as forças do mal até a década de 1950, quando foi aparentemente morto por seu arqui-inimigo, Black Shroud. No entanto, seu corpo foi roubado pela maligna Proxima e suas guerreiras alienígenas e levado para o planeta Rur, onde ele foi revivido ainda mais poderoso do que antes, para ser usado como uma arma contra seus inimigos, os Krotons. Fugindo com a ajuda do cientista alimentado por energia estelar, Stardust, ele retornou à Terra apenas para descobrir que trinta anos haviam se passado e que, acometido de amnésia, não tinha mais nenhuma memória de quem era por trás de sua máscara.
Contratando um detetive particular para investigar seu passado, ele voltou sua atenção para assuntos mais urgentes e ajudou a fundar os Sentinelas da Justiça com Stardust, Nightveil, Commando D e o Scarlet Scorpion em Captain Paragon and Sentinels of Justice " #1, para combater supervilões e invasões alienígenas. Posteriormente, os Sentinelas foram dissolvidos pelos militares e substituídos por outros heróis, o que não agradou aos membros originais. Com Jennifer Burke sendo escolhida para liderar os Novos Sentinelas da Justiça sob o nome de Paragon, o Paragon original protestou. Isso levou os membros originais dos Sentinelas a serem nomeados conselheiros da nova equipe.
O Capitão Paragon é casado com a líder do Femforce, Miss Victory. Ele é um aliado frequente da equipe.

## Inspiração
Bill Black tentou reviver pela primeira vez o Capitão Marvel original, escrito e desenhado em um estilo mais realista da Marvel Comics, em seu fanzine de 1969, Paragon Golden Age Greats, Vol. 1, #2. No entanto, seguindo o conselho jurídico de seu amigo e mentor em publicação, Martin L. Greim, ele decidiu que, em vez de arriscar problemas de direitos autorais com a Fawcett Publications, era melhor destruir toda a tiragem, exceto por duas cópias que guardou para seus arquivos. Ele então refez a história usando seu próprio herói recém-criado, o Capitão Paragon.
O nome da identidade secreta original de Paragon é uma homenagem ao astro de faroeste Charles Starrett, que interpretou o Durango Kid.